# Bourgoin-Jallieu
 Bourgoin-Jallieu  es una población y comuna francesa, en la región de Ródano-Alpes, departamento de Isère, en el distrito de La Tour-du-Pin. Es el chef-lieu del cantón de Bourgoin-Jallieu.

## Demografía
| 3 368                     | 3 595 | 3 620 | 3 780 | 4 271 | 4 235 | 4 394 | 4 749 | 4 400 | 4 851 | 4 853 | 4 954 | 5 021 | 6 138 | 6 345 | 7 217 | 6 659 | 7 279 | 7 163 | 6 790 | 6 162 | 7 241 | 8 020 | 7 465 | 7 699 | 8 153 | 9 240 | 19 941 | 21 971 | 22 550 | 22 392 | 22 947 | 23 759 |
| (Fuente: INSEE y Cassini) |       |       |       |       |       |       |       |       |       |       |       |       |       |       |       |       |       |       |       |       |       |       |       |       |       |       |        |        |        |        |        |        |

## Geografía
Bourgoin-Jallieu queda a una altitud media de 254 m.
La ciudad se ubica a 42 km del centro de Lyon y a 70 km de Grenoble. Queda cerca de l'Isle-d'Abeau, La Verpilliere, Villefontaine y del aeropuerto de Lyon-Saint-Exupéry. Está atravesada por el río Bourbre.

### Barrios
- Champfleuri
- Funas
- Champaret
- Boussieu
- La Grive
- Montbernier
- Planbourgoin
- Pré-Bénit
- Mozas
- l'Oiselet

## Acuerdos de hermanamiento
- Bergisch Gladbach, Alemania, desde 1956
- Velsen, Holanda, desde 1956
- Rehau, Alemania, desde 1963
- . Wujiang, China, desde 1993
- Conselice, Italia, desde 1996
- Reino Unido Dunstable, Gran Bretaña, desde 2005

## Deporte
Bourgoin-Jallieu alberga el club de rugby Club Sportif Bourgoin-Jallieu, que compite en el  D2 campeonato nacional francés.

## Cultura

### Literatura
Bourgoin-Jallieu es el lugar de nacimiento de Frédéric Dard, escritor de la serie de libros San-Antonio.

### Patrimonio gastronómico

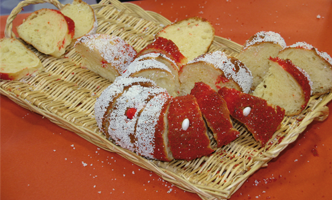
La Brioche de Bourgoin

Además de estar ubicada en la cuna de  de la gastronomía de Lyon, Bourgoin-Jallieu es también el lugar de nacimiento del Chef Guy Savoy. Algunos de los platos más famosos de la ciudad son los siguientes:
- Los chaudelets
- La brioche de Bourgoin
- El Isernoix
- El chocolate San-Antonio
- La Grande Dauphine
- El Galet du Bion